# Fatra-Tatra-området
Fatra-Tatra-området (i geomorfologi)  eller Tatra-Fatra-bæltet med kernebjerge (i geologi)  er en del af de indre vestlige Karpater, der er en del af de vestlige Karpater . Det meste af området ligger i Slovakiet med små dele, der når ud til Østrig og Polen. Den højeste top for hele Karpaterne, Gerlachovský štít på 2.655 moh. ligger i området Høje Tatra, der hører til dette område.
Fatra-Tatra-området er fra den nordlige side afgrænset af Pieninybjergene. Områdets bjerge ligger i to områder. Det eksterne område består af Hainburg Hills, Malé Karpaty (Pezinok del), Považský Inovec, Strážovské vrchy, Malá Fatra, Tatrargene (Vestlige, Høje Tatra og Belianske Tatra). Den indre kæde består af Tribeč, Žiar, Veľká Fatra, Chočbjergene, Ďumbierdelen af Nedre Tatra og massivet af Smrekovica i Branisko.
Navnet kernebjerge er afledt af det strukturelle element, modstandsdygtige krystallinske grundfjeld, bevaret i kernen af horster, der ofte danner de højeste toppe i bjergene.